# Chondracanthus australis
Chondracanthus australis – gatunek widłonoga z rodziny Chondracanthidae. Opisał go w 1991 roku zoolog Ju-shey Ho.